# 野村一成

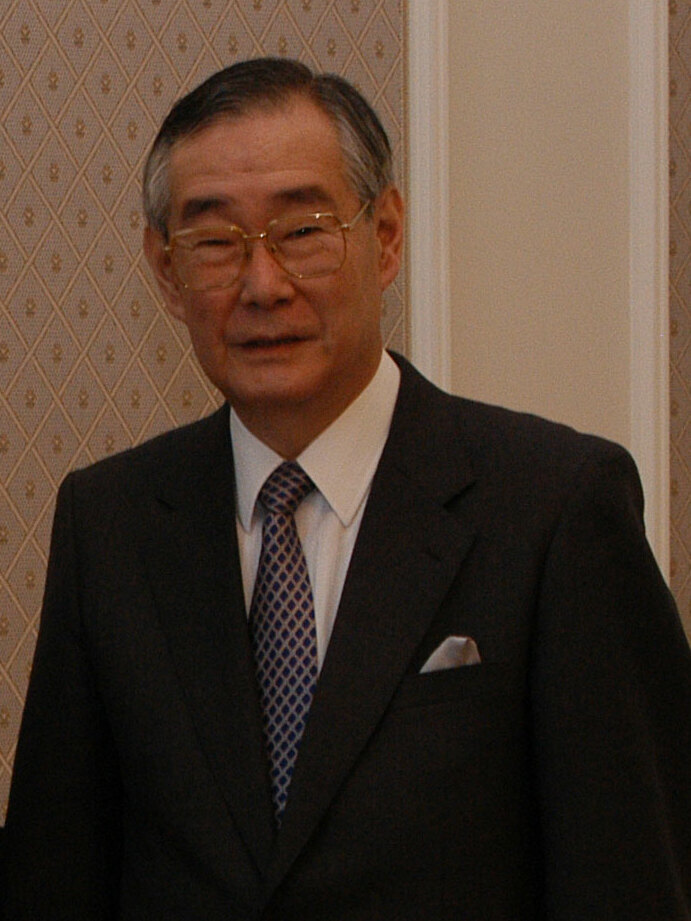
2003年

野村 一成（のむら いっせい、1940年5月20日 - 2021年7月4日）は、日本の外交官。位階は正三位。宮内庁御用掛。外務省アジア大洋州局中国・モンゴル第二課長の野村恒成は子。

## 経歴
愛知県名古屋市生まれ、広島県賀茂郡大和町（のち三原市）育ち。淡路島で少年時代を過ごした。父親は元陸軍軍医。東京大学法学部入学後に1962年外務上級試験に合格、卒業後1963年（昭和38年）外務省に入省した。同期には浅井基文明学大教授、平林博外務省経済協力局長ら。
入省後は「ロシアン・スクール」に進みモスクワ、デンマークなどヨーロッパ諸国の大使館における書記官および参事官、欧亜局勤務を歴任する。1960年代後半にはモスクワの日本大使館において小和田恆と同時期に勤務していた1981年（昭和56年）には上智大学外国語学部の客員教授を務めている。
1984年（昭和59年）ソ連課長。1967年（昭和42年）三木外相訪ソによる第1回日ソ外相定期協議から計5回の日ソ協議に事務当局として参加。1986年（昭和61年）の安倍・シェワルナゼ会談では会談のシナリオを書いた。同年外務参事官、1987年（昭和62年）に在アメリカ合衆国公使となり1990年（平成2年）のヒューストン・サミットでは調整役として奔走。内閣審議官だった1991年（平成3年）には国連平和維持活動（PKO）協力法案の国会審議で、野党議員相手に一歩も引かず応戦した強気な姿が何度もテレビで放送された。
欧亜局長時代の1993年（平成5年）10月、エリツィン・ロシア大統領来日時には、北方領土問題を盛り込んだ東京宣言の取りまとめに奔走。旧ユーゴスラビア周辺国支援など紛争予防外交にも積極的に取り組んだ。1995年（平成7年）駐マレーシア大使の後1999年（平成11年）、初の国内大使として第2代沖縄担当大使に就任。基地問題、2000年（平成12年）沖縄サミットなどに手腕を発揮した。2001年（平成13年）には駐ドイツ大使を務め、2002年（平成14年）に駐ロシア連邦大使に任命された。
2006年（平成18年）4月4日、ロシア連邦大使を退任し、同月6日宮内庁東宮職東宮大夫に就任した。後任のロシア連邦大使は斎藤泰雄駐サウジアラビア大使。
2011年（平成23年）7月5日、約5年3か月の間務めた東宮大夫を退任。宮内庁御用掛に就任。任期は、2011年12月末まで。後任の東宮大夫は前タイ大使の小町恭士。
2012年(平成24年)1月、宮内庁御用掛の任期が、2012年3月末まで延長となる。
2015年（平成27年）11月、瑞宝重光章受章。
2021年7月4日、肺炎のため死去。81歳没。死没日をもって正三位に叙される。